# Mayazomus aluxe
Espèce
Mayazomus aluxe est une espèce de schizomides de la famille des Hubbardiidae.

## Distribution
Cette espèce est endémique du Chiapas au Mexique. Elle se rencontre vers Ocosingo.

## Description
Les mâles mesurent de 3,72 à 4,64 mm et les femelles de 3,80 à 4,96 mm.

## Publication originale
- Monjaraz-Ruedas & Francke, 2015 : Taxonomic revision of the genus Mayazomus Reddell & Cokendolpher, 1995 (Schizomida: Hubbardiidae), with description of five new species from Chiapas, Mexico. Zootaxa, no 3915(4), p. 451-490.